# Pyrenaearia cantabrica
Pyrenaearia cantabrica es una especie de molusco gasterópodo de la familia Hygromiidae.

## Distribución geográfica
Es endémica de la cordillera Cantábrica, desde Asturias hasta Álava (España).  